# Greenside Farm

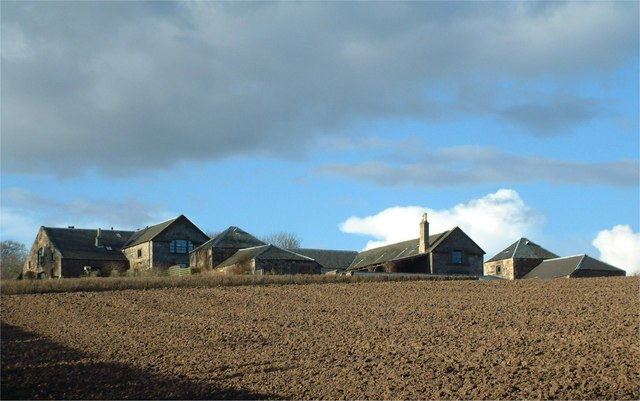
Greenside Farm

Die Greenside Farm ist ein Gehöft nahe der schottischen Ortschaft Ceres in der Council Area Fife. 1972 wurde das Bauwerk als Einzeldenkmal in die schottischen Denkmallisten in der höchsten Denkmalkategorie A aufgenommen.

## Beschreibung
Der Bauernhof bestand spätestens seit dem 18. Jahrhundert. Hiervon zeugt die Jahresangabe 1733 auf einem Türsturz. Im Jahre 1845 wurde die Greenside Farm neu aufgebaut. Weitere Außengebäude wurden im späteren 19. Jahrhundert hinzugefügt.
Die Greenside Farm liegt isoliert rund drei Kilometer südwestlich von Ceres. Der Hauptkomplex umfriedet auf drei Seiten einen nach Süden hin offenen Innenhof. Dieser U-förmige Grundriss ist in Schottland ungewöhnlich. Jeweils zwei Fenster flankieren den zentralen Torweg der zweistöckigen Bruchsteinbauten mit Natursteineinfassungen. Es sind segmentbogige Fenster mit rudimentären Pilastern verbaut. In den Innenhof wurde später ein ungewöhnlicher, tieferliegender Viehhof eingelassen. In die südlichen Giebelseiten sind Drillingsfenster eingelassen. Die Dächer sind mit Schiefer eingedeckt. Zu den Außengebäuden zählen Lagergebäude, Werkstätten, ein Hühnerstall sowie eine dampfgetriebene Dreschhalle.